# بوازات
بوازات (به بلغاری: Boazat) یک منطقهٔ مسکونی در بلغارستان است که در سولیوو واقع شده‌است.